# Ponturin
Le Ponturin, (anciennement orthographié Ponthurin et appelé aussi Nant de Peisey), est un torrent français coulant dans les Alpes du département de la Savoie, en région Auvergne-Rhône-Alpes, depuis le massif de la Vanoise, puis dans la vallée de la Tarentaise. C'est un affluent gauche de l'Isère donc un sous-affluent du fleuve le Rhône.

## Géographie
La longueur de son cours d'eau est de 18,35 km.
Le Ponthurin démarre dans le Parc National de la Vanoise, au-dessus du Lac de la Plagne (2 144 mètres d'altitude), en tant que « déversoir », situé pour les randonneurs, à mi-chemin entre le fond de vallée de Rosuel et le col du Palet (2 652 mètres). Sa source est sous la Pointe de la Vallaisonnay (3 020 m), sur la commune de Peisey-Nancroix à 2 726 m d'altitude.
Il conflue en rive gauche de l'Isère, sur la commune de Landry à 731 m d'altitude. Il coule globalement du sud-est vers le nord-ouest.
Après quelques chutes légèrement tumultueuses, le début de son parcours est relativement paisible et sinueux, les troupeaux de vaches pouvant s'y abreuver. Puis il traverse subitement des gorges très escarpées et impressionnantes, sous forme proche d'une cascade.
Une partie de ses eaux est ensuite captée pour alimenter le lac du Chevril du barrage de Tignes.
Il continue dans la vallée de Rosuel (1 556 mètres) (point de départ et d'arrivée des randonneurs), la Gurraz, puis les Lanches. Les torrents-ruisseaux plus petits, bien que pouvant être aussi tumultueux en cas de fortes pluies, du Nant-Bénin et du Nant-Fesson, se déversent dans le Ponturin.
De manière tumultueuse et d'un fort courant au printemps lors de la fonte des neiges, et même l'été, il traverse l'impressionnante et escarpée forêt de sapins de la
Crase de la Teppe d'Aval (dont la route forestière mène vers les Esserts et les Bauches), proche des localités de Nancroix (1 425 mètres), puis de Peisey-Nancroix en passant par Moulin situé en contrebas. Ce nom est l'origine du « moulin à Rosat », l'un des deux moulins utilisés pour fabriquer le pain dans la région. Le torrent était dérivé en amont par un canal qui amenait l’eau sur le moulin, la forge et la scierie fonctionnant tous avec l’énergie du Ponthurin.
Le Ponthurin continue dans la vallée en pleine forêt en se dirigeant sur Landry (altitude 724 mètres), dont il traverse la localité juste avant de se jeter en rive gauche dans l'Isère (plus large et de fort courant aussi), entre Bourg-Saint-Maurice et Moûtiers.

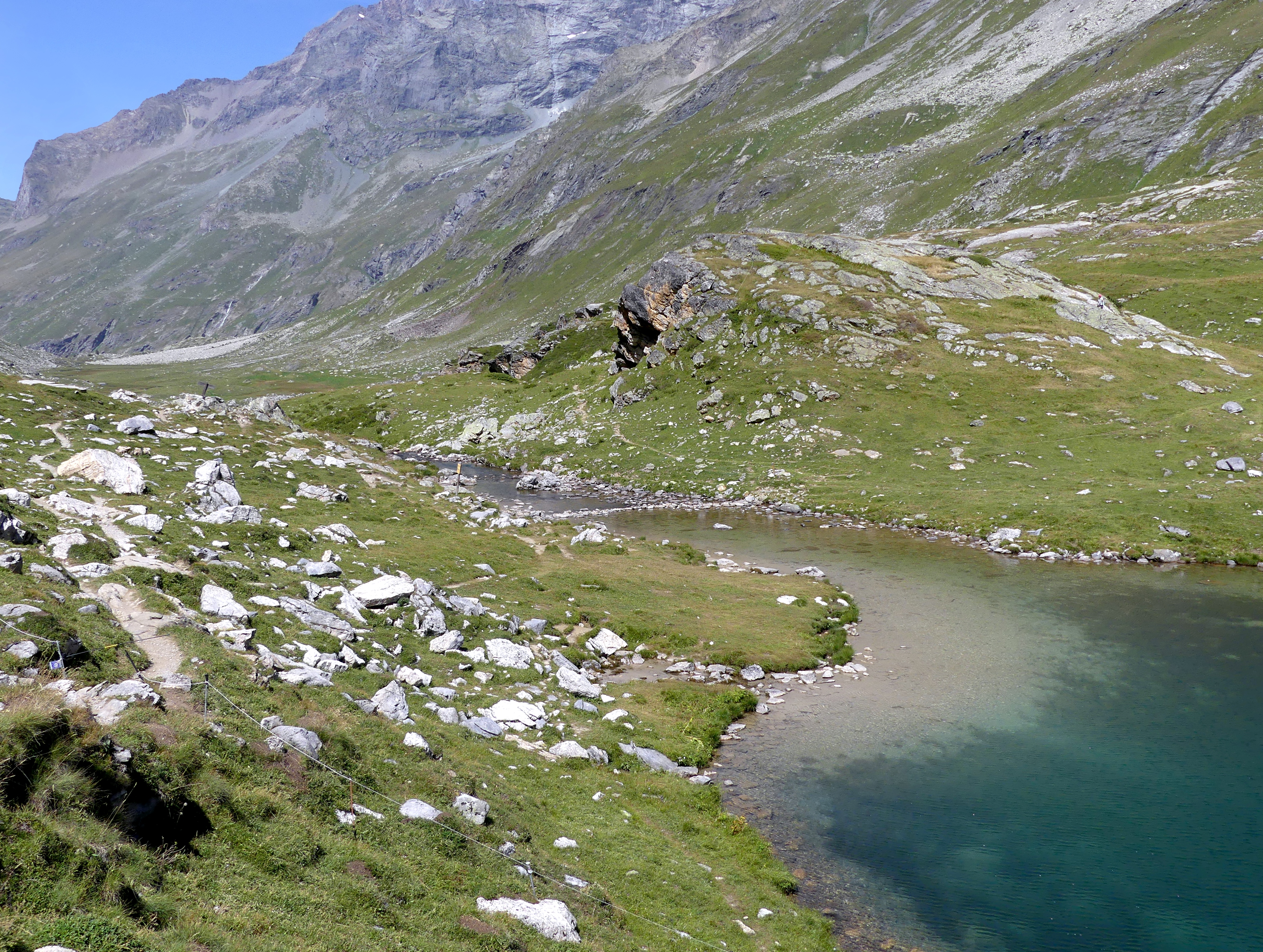
Exutoire du lac de la Plagne dans le Ponturin.
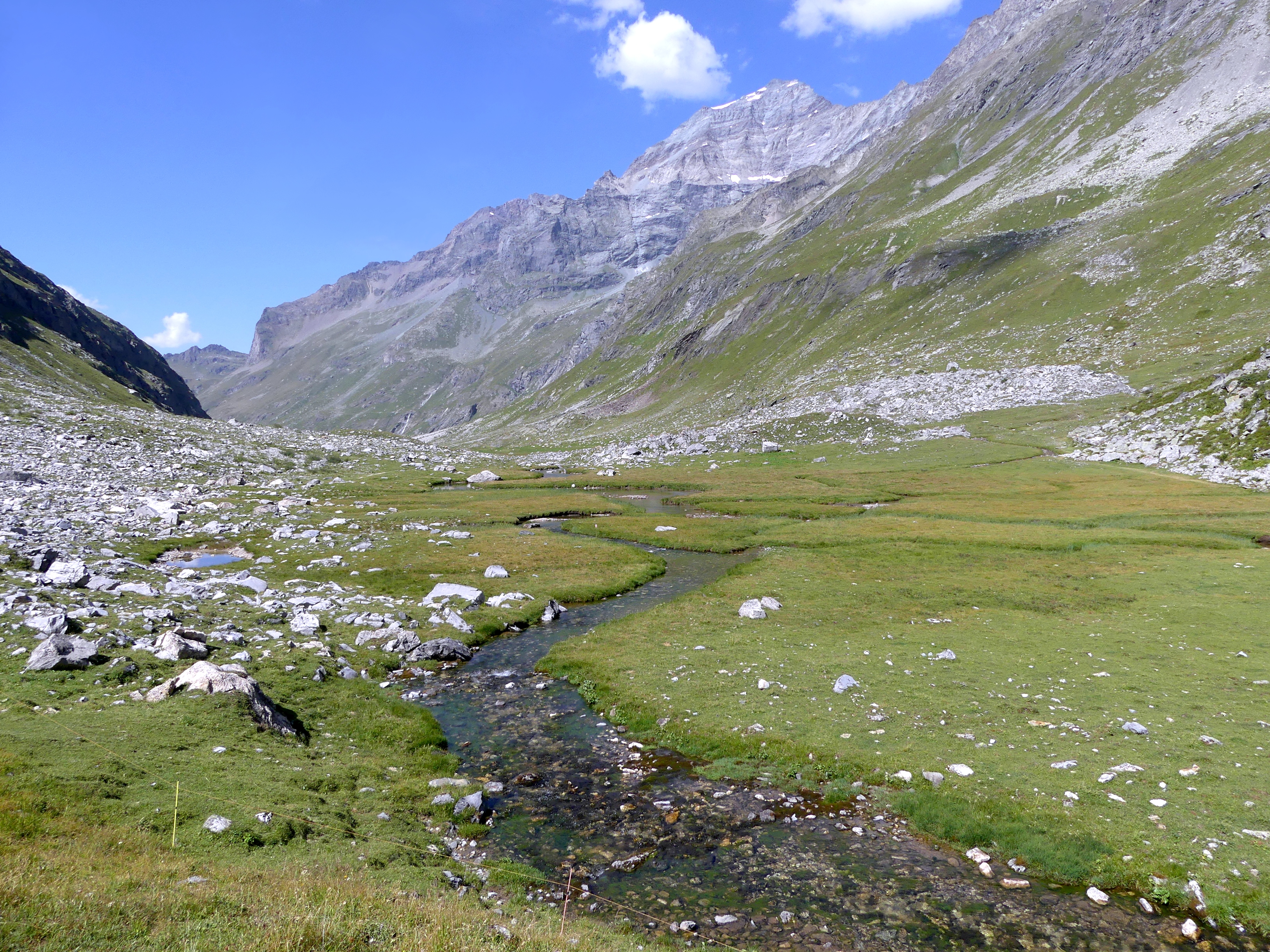
Descente du Ponturin vers Rosuel.
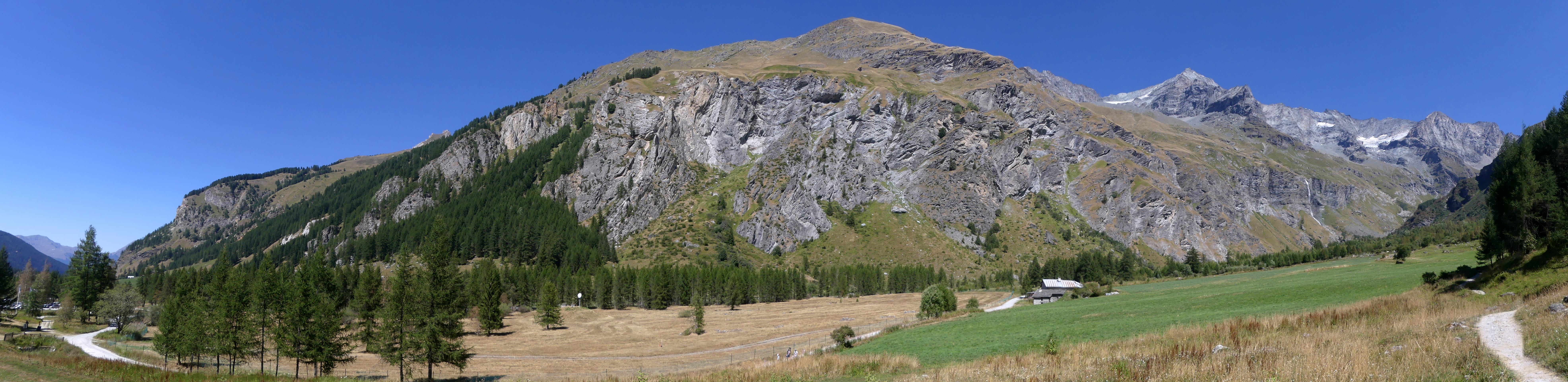
Vallon du Ponturin vu de Rosuel, en direction du nord et du mont Pourri.

### Communes et cantons traversés

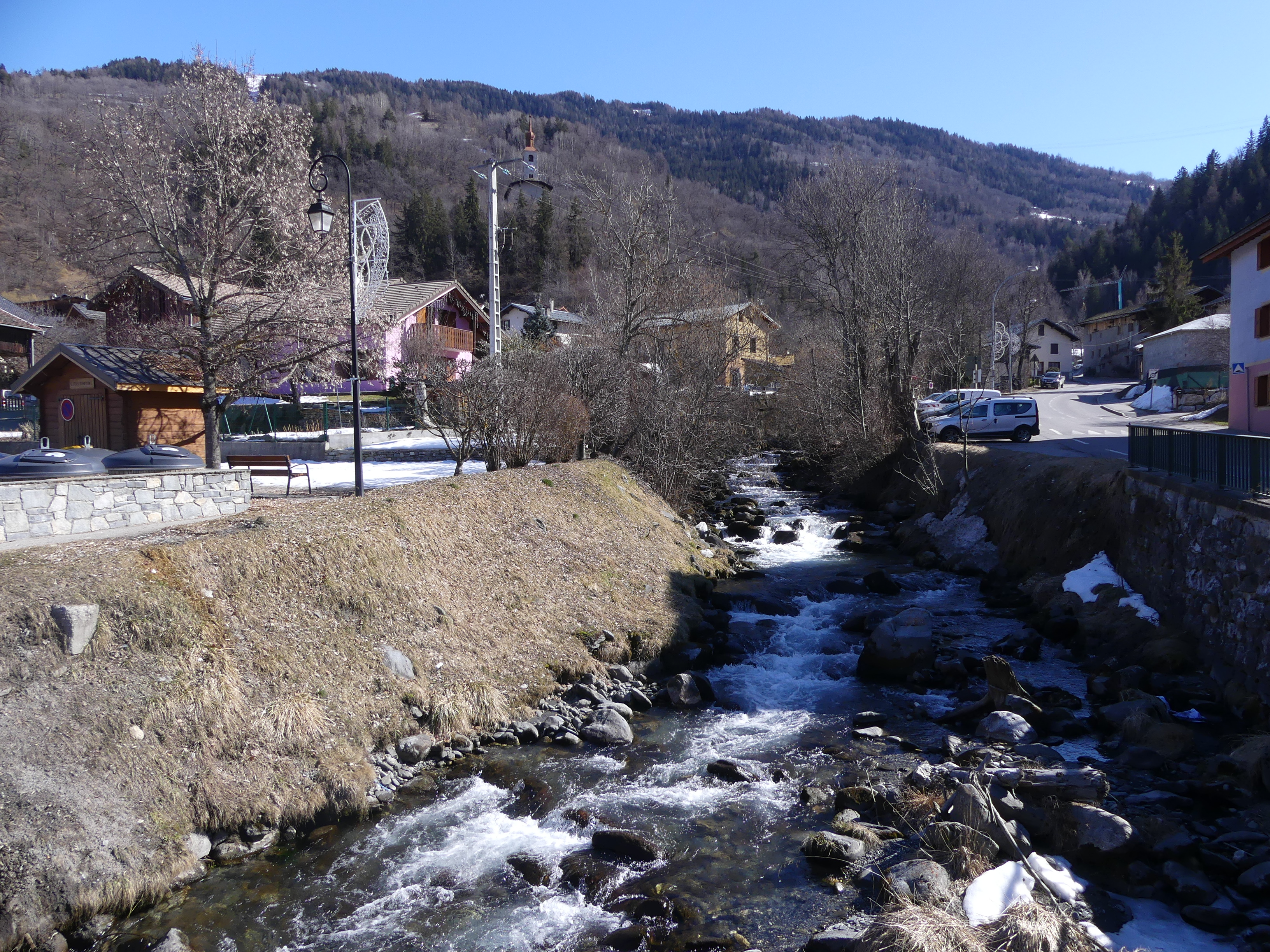
Le Ponturin à Landry, à moins d'1 km de sa confluence avec l'Isère.

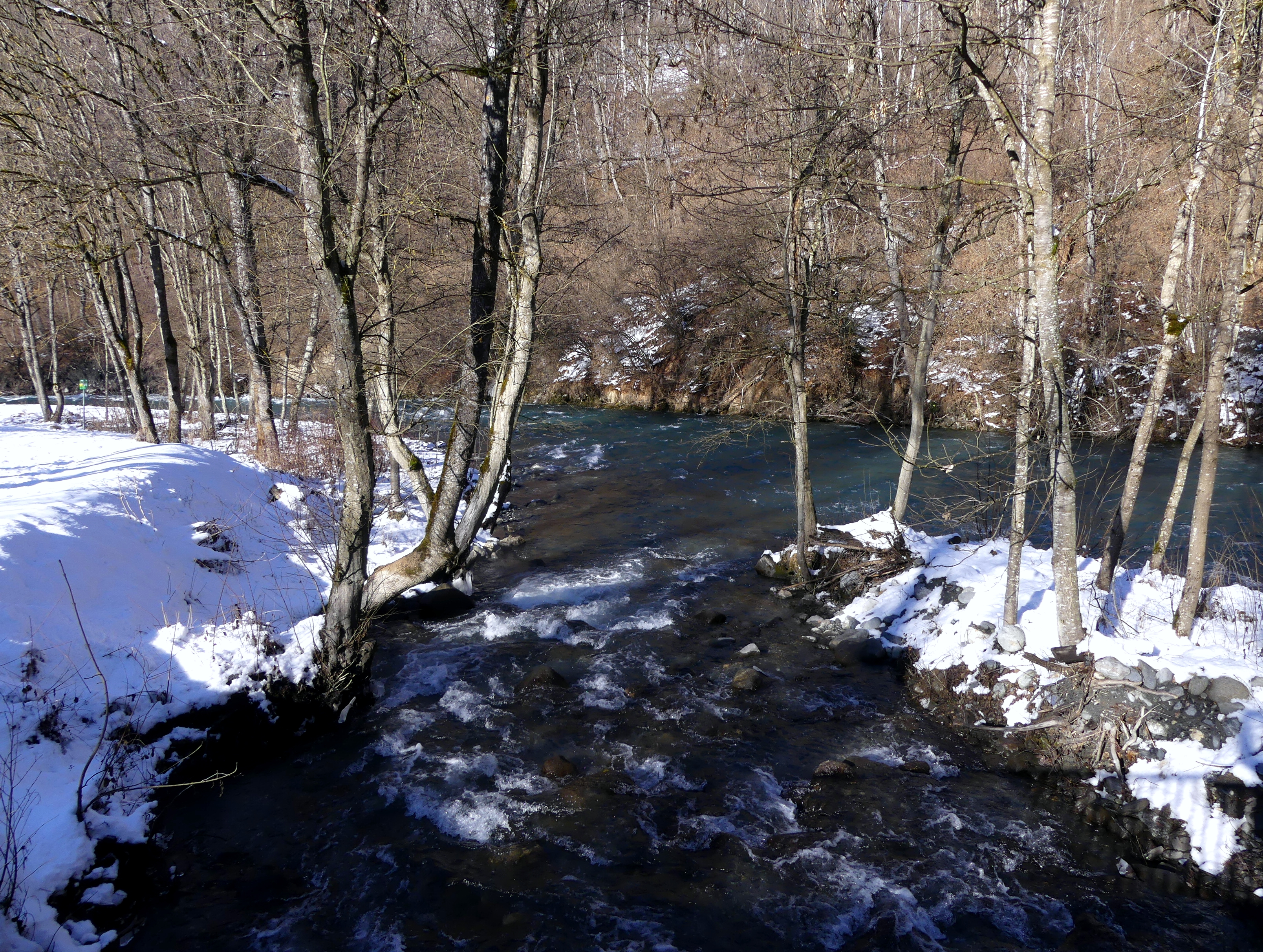
Confluence avec l'Isère en hiver.

Dans le seul département de la Savoie, le Ponturin traverse les trois communes de Peisey-Nancroix (source), La Plagne Tarentaise, et Landry (confluence).
Soit en termes de cantons, le Ponturin prend source et conflue dans le même canton de Bourg-Saint-Maurice dans l'arrondissement d'Albertville, dans l'intercommunalité communauté de communes Les Versants d'Aime.

### Bassin versant
Le Ponturin traverse les deux zones hydrographiques « L'Isère du ruisseau du Ponturin inclus au Nant de Tessens inclus » (W010) et « L'Isère du torrent du Reclus au ruisseau du Ponturin » (W004),.
Les cours d'eau voisins sont l'Isère à l'ouest, au nord-ouest et au nord, au nord-est et à l'est, le Doron de Champagny au sud-est, au sud et au sud-ouest.

## Affluents
Le Ponturin a seize tronçons affluents référencés au SANDRE dont un seul de plus de cinq kilomètres de longueur :
- le Ruisseau Nant Benin (rg[note 2]), 7 km sur les deux communes de La Plagne Tarentaise (source) et Peisey-Nancroix (confluence) avec deux affluents et de rang de Strahler deux.

Le Ponturin a un autre affluent de rang de Strahler trois :
- le Nant Fesson (rg), 4 km sur la seule commune de Peisey-Nancroix avec deux affluents : 
  - le ruisseau de l'Arc (rg), 3,25 km sur la seule commune de Peisey-Nancroix

- - le Grand Nant (rg), 2,13 km sur la seule commune de Peisey-Nancroix avec un affluent :
    - le Nant de Bellecôte (rg), 2 km sur la seule commune de Peisey-Nancroix

Les quatorze autres affluents sont de moins de cinq kilomètres de longueur et de rang de Strahler inférieur à trois :
- le ruisseau de Rosuel (rg), 3 km avec un affluent :
  - le Nant Agotte (rg), 2 km sous le glacier des Pichères
- le ruisseau des Rossets (rd), 3 km avec un affluent :
  - le ruisseau du Millet (rg), 2 km
- le Nant Cruet (rd), 3 km avec deux affluents :
  - le Nant de l'Essella (rd), 2 km
  - le Nant Pudret (rd), 2 km sous le glacier du Geay
- le ruisseau de Poncet (rd), 3 km
- le Nant Tumelet (rg), 2 km avec un affluent :
  - le Nant de la Coche (rg), 1 km
- le ruisseau du Prêtre (rd), 2 km sous le glacier du Prêtre sous le Mont Pourri 3 779 m.
- le ruisseau des Michailles (rd), 2 km
- le ruisseau des Platières 2 km
- le Nant Putors (rd), 2 km
- la Crase du Moulin (rg), 1 km
- le ruisseau des Glaciers (rd), 1 km sous le glacier des Platières
- la Crase de la Teppe d'Aval (rg), 1 km
- le ruisseau de Borbollion (rd), 1 km
- la Crase de la Teppe d'Amont (rg), 1 km

### Rang de Strahler
Donc le rang de Strahler du Ponturin est de quatre par ne Nant Fesson.

## Hydrologie
Son module est de 1,44 m3/s au Pont des Lanches, à 1 522 m d'altitude, pour un bassin versant de 43,5 km2, sur la commune de Peisey-Nancroix.
Son régime hydrologique est dit de type nival.

### Étiage ou basses eaux
Le QMNA5 est de 0,271 m3/s soit 19% du module.

## Aménagements et écologie
Une micro-centrale hydroélectrique est installée sur le Ponturin sur la commune de confluence du Landry de 500 kW et d'une durée de 75 ans. Celle-ci a fait l'objet d'une demande de modification en 2012 avec demandes d'améliorations environnementales.